# 马拉卡拉戈尼斯
马拉卡拉戈尼斯（義大利語：Maracalagonis），是意大利撒丁大区卡利亞里廣域市的一个市镇。总面积101.6平方公里，人口7576人，人口密度74.6人/平方公里（2009年）。ISTAT代码为092037。